# Petrit Dume
Petrit Dume (nevének ejtése pɛtɾit dumɛ; Lubonja, 1920. május 20. – Tirana mellett, 1974. november 5.) albán katonatiszt, kommunista politikus. 1952-től több kint két évtizeden át az albán fegyveres erők főparancsnoka volt. 1974 nyarán koholt vádak alapján letartóztatták, majd kivégezték.

## Életútja
A Lubonja faluban született Dume a közeli Korça városának ipari iskolájában tanult. A második világháborúban csatlakozott a kommunista ellenállási mozgalomhoz, egy kisebb partizáncsapat parancsnokaként harcolt szűkebb pátriája, Kolonja vidékén. A háború végére őrnagyi rangban az egyik partizánbrigád katonai biztosa volt.
1945-től 1947-ig a párt megbízásából a moszkvai Frunze Katonai Akadémián képezte tovább magát, és hazatértét követően a legszűkebb albán katonai vezetés tagja lett. 1950-től az albán nemzetgyűlés képviselője volt. 1952-ben az albán fegyveres erők vezérkarának főparancsnokává nevezték ki. 1954 és 1956 között a moszkvai Vorosilov Vezérkari Akadémián vett részt továbbképzésen, ezt követően hazájában politikai téren is fontos megbízatásokat kapott. 1956 júniusában a párt központi bizottságának teljes jogú tagja, 1961-ben a politikai bizottság póttagja lett.
Kortársai vakhitű, fanatikus kommunistaként írták le, akit szeszélyes hangulatingadozások jellemeztek. Az albán hadsereg ellen levezényelt belső tisztogatás során, 1974 júliusában vezérkari főparancsnoki tisztségéből felfüggesztették, majd le is tartóztatták. „Cinkostársaival”, Beqir Balluku honvédelmi miniszterrel és Hito Çako politikai főcsoportfőnökkel együtt árulással vádolták őket, azzal, hogy katonai puccs útján tervezték magukhoz ragadni a hatalmat, amikor a párt alá rendelt néphadsereg helyett a hivatásos katonaság modelljén dolgoztak. Mindhármukat kivégezték. A másodlagos forrásokban némi zavar észlelhető Dume és társai kivégzésének napját illetően. Több helyen az 1975. november 5-ei dátummal lehet találkozni, azonban az 1974. november 5-ei dátumot látszik igazolni egy a központi bizottság 1974. december 16–17-ei üléséről előkerült feljegyzés, amelyben bevégzett tényként esik szó Dume és társai golyó általi kivégzéséről.
A koncepciós per és a kivégzések a színfalak mögött, a nyilvánosság teljes kizárásával zajlottak le. A megszokott eljárás szerint Dumét és társait egy félreeső, jeltelen sírba temették, csak a legszűkebb pártvezetés néhány tagja tudta a pontos helyszínt. Ezeknek az embereknek rendszeres feladatuk volt a holttestek állapotának ellenőrzése azzal az utasítással, hogy az oszlás befejeztével a csontokat egy távolabbi, de ugyancsak jeltelen sírba tegyék át. „Balluku bandájának” történetét csak két évvel később ismerhette meg a közvélemény, amikor Enver Hoxha 1976 novemberében, az Albán Munkapárt hetedik kongresszusának plénuma előtt számot adott a „leleplezésről”. A három kivégzett ember maradványait 2000-ben találták meg, majd 2000. július 29-én katonai tiszteletadás mellett végső nyugalomra helyezték őket.